# Kremenik
Kremenik je naselje v Občini Gorenja vas - Poljane.